# Intercolumnio

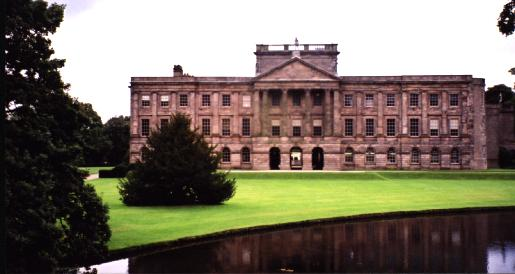
Lyme Park, Cheshire, diseñada por Giacomo Leoni. La fachada principal está dividida por medio de pilastras en una serie de 15 intercolumnios.

Se denomina intercolumnio al espacio que hay entre dos columnas. 
El intercolumnio se mide de eje a eje y varía según cada orden. Así:
- en el orden toscano, no tiene más que seis módulos y ocho décimos de módulo o parte;
- en el orden dórico, siete módulos y ocho partes;
- en el orden jónico, once módulos y medio;
- en el orden corintio, varía entre seis, nueve y hasta doce módulos según que se trate de pórticos con o sin pedestales.

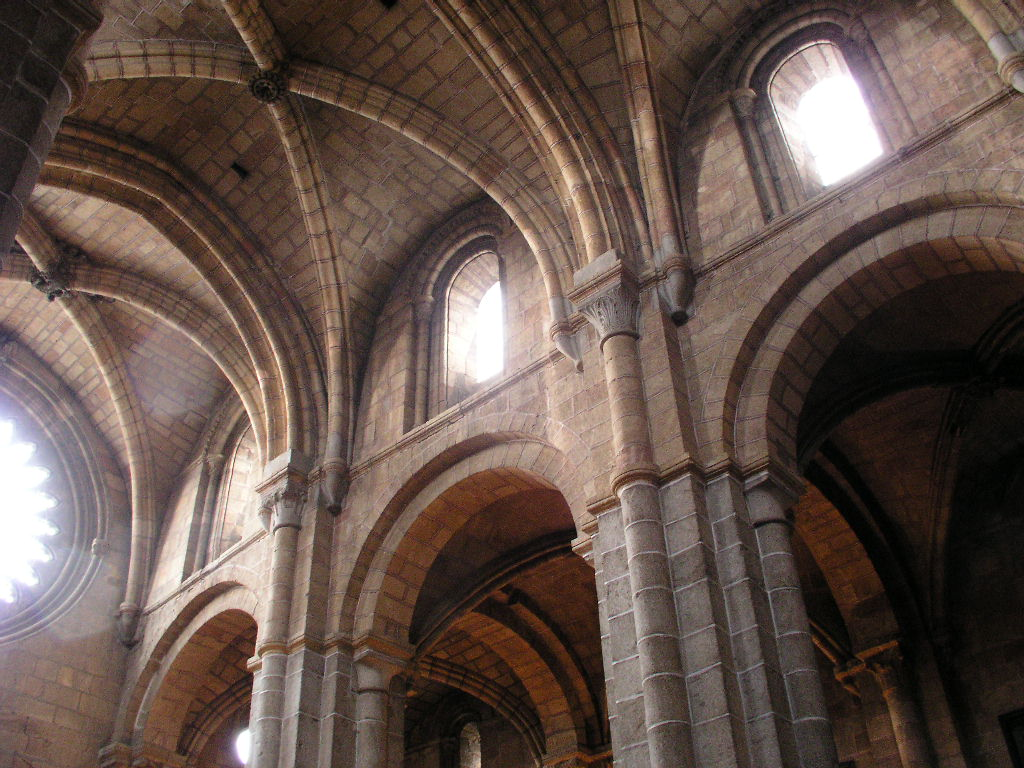
Serie de tres intercolumnios.

Se distinguen los siguientes tipos de intercolumnios:
- Se denomina intercolumnio mayor al que hay en las columnatas de columnas pareadas entre cada par de dos columnas, la una a la derecha y la otra a la izquierda.
- Se denomina intercolumnio menor al que hay en las columnas pareadas entre las dos columnas que están más inmediatas una a otra.